# Суслин, Виктор Николаевич
Ви́ктор Никола́евич Су́слин (19 июля 1944, Ленинград — 7 августа 2015, Санкт-Петербург) — советский гребец, бронзовый призёр Олимпийских игр 1968 года.
Младший брат двукратного серебряного призёра чемпионата Европы Юрия Суслина.

## Карьера
Проходил подготовку под руководством тренеров Виктора Тихомирова и Вольдемара Дундура.
На Олимпиаде в Мехико Виктор в составе восьмёрки завоевал бронзовую медаль.